# Ivan Čiškala
Ivan Anatol'evič Čiškala (in russo Иван Анатольевич Чишкала?; Noril'sk, 11 luglio 1995) è un giocatore di calcio a 5 russo.

## Carriera
Čiškala ha iniziato a praticare il calcio a 5 nella nativa Noril'sk, disputando un campionato riserve con il Noril'skij Nikel' senza però riuscire a debuttare in prima squadra. Il 17 gennaio 2022 viene incluso nella lista definitiva dei convocati della Russia per il campionato europeo 2022.

## Palmarès

### Competizioni nazionali
- Campionato russo: 2
Gazprom Jugra: 2014-15, 2017-18
- Coppa di Russia: 4
Gazprom Jugra: 2011-12, 2015-16, 2017-18, 2018-19
- Coppa del Portogallo: 1
Benfica: 2022-23

### Competizioni internazionali
- Coppa UEFA: 1
Gazprom Jugra: 2015-16